# Lliga eslovaca de futbol
La Lliga eslovaca de futbol, oficialment Corgoň Liga, és la màxima competició futbolística d'Eslovàquia.
Fins a l'any 1935/36, cap equip eslovac participà en la lliga professional de futbol txecoslovaca. Els clubs prenien part a un campionat eslovè (de les categories inferiors) anomenat Zvazové Majstrovstvá Slovenska.
Eslovàquia es declarà independent el 14 de marc de 1939. Durant el període de la Segona Guerra Mundial es disputà una lliga eslovaca independent. Acabada la guerra, la lliga desaparegué fins, incorporant-se els clubs a l'estructura del futbo txecoslovac, fins a l'any 1994, un cop el país esdevingué de nou independent.

## Historial
Font:
Txecoslovàquia, Zvazové Majstrovstvá Slovenska (1925-1933)
- 1925:  1.CsSK Bratislava
- 1925-26:  1.CsSK Bratislava
- 1927:  1.CsSK Bratislava
- 1927-28:  SK Zilina
- 1928-29:  SK Zilina
- 1929-30:  1.CsSK Bratislava
- 1930-31:  Ligeti SC
- 1931-32:  1.CsSK Bratislava
- 1932-33:  SK Rusj Uzhorod

Eslovàquia, campionats d'entre-guerra (1939-1944)
- 1939:  Sparta Povazská Bystrica
- 1940:  ŠK Bratislava
- 1941:  ŠK Bratislava
- 1942:  ŠK Bratislava
- 1943:  OAP Bratislava
- 1944:  ŠK Bratislava
- 1945: campionat abandonat

República Eslovaca (Des de 1994)
- 1993-94:  ŠK Slovan Bratislava (1)
- 1994-95:  ŠK Slovan Bratislava (2)
- 1995-96:  ŠK Slovan Bratislava (3)
- 1996-97:  1. FC Košice (1)
- 1997-98:  1. FC Košice (2)
- 1998-99:  ŠK Slovan Bratislava (4)
- 1999-00:  Inter Bratislava (1)
- 2000-01:  Inter Bratislava (2)
- 2001-02:  MŠK Žilina (1)
- 2002-03:  MŠK Žilina (2)
- 2003-04:  MŠK Žilina (3)
- 2004-05:  Artmedia Bratislava (1)
- 2005-06:  MFK Ružomberok (1)
- 2006-07:  MŠK Žilina (4)
- 2007-08:  Artmedia Bratislava (2)
- 2008-09:  ŠK Slovan Bratislava (5)
- 2009-10:  MŠK Žilina (5)
- 2010-11:  ŠK Slovan Bratislava (6)
- 2011-12:  MŠK Žilina (6)
- 2012-13:  ŠK Slovan Bratislava (7)
- 2013-14:  ŠK Slovan Bratislava (8)
- 2014-15:  AS Trenčín (1)
- 2015-16:  AS Trenčín (2)
- 2016-17:  MŠK Žilina (7)
- 2017-18:  FC Spartak Trnava (1)
- 2018-19:  ŠK Slovan Bratislava (9)
- 2019-20:  ŠK Slovan Bratislava (10)
- 2020-21:  ŠK Slovan Bratislava (11)
- 2021-22:  ŠK Slovan Bratislava (12)
- 2022-23:  ŠK Slovan Bratislava (13)
- 2023-24:  ŠK Slovan Bratislava (14)
- 2024-25:  ŠK Slovan Bratislava (15)